# 22e cérémonie des Southeastern Film Critics Association Awards
La 22e cérémonie des Southeastern Film Critics Association Awards (SEFCA Awards), décernés par la Southeastern Film Critics Association, a eu lieu le 16 décembre 2013, et a récompensé les films réalisés dans l'année.

## Palmarès

### Top 10
1. Twelve Years a Slave
2. Gravity
3. American Bluff (American Hustle)
4. Her
5. Inside Llewyn Davis
6. Nebraska
7. Dallas Buyers Club
8. Philomena
9. Captain Phillips
10. Le Loup de Wall Street

### Meilleur film
- Twelve Years a Slave
  - Gravity

### Meilleur réalisateur
- Steve McQueen pour Twelve Years a Slave
  - Alfonso Cuarón pour Gravity

### Meilleur acteur
- Chiwetel Ejiofor pour le rôle de Solomon Northup dans Twelve Years a Slave
  - Matthew McConaughey pour le rôle de Ron Woodroof dans Dallas Buyers Club

### Meilleure actrice
- Cate Blanchett pour le rôle de Jasmine dans Blue Jasmine
  - Judi Dench pour le rôle de Philomena dans Philomena

### Meilleur acteur dans un second rôle
- Jared Leto pour le rôle de Rayon dans Dallas Buyers Club
  - Michael Fassbender pour le rôle de Edwin Epps dans Twelve Years a Slave

### Meilleure actrice dans un second rôle
- Lupita Nyong'o pour le rôle de Patsey dans Twelve Years a Slave
  - Jennifer Lawrence pour le rôle de Rosalyn dans American Bluff (American Hustle)

### Meilleure distribution
- American Bluff (American Hustle)
  - Twelve Years a Slave

### Meilleur scénario original
- American Bluff (American Hustle) – Eric Singer et David O. Russell
  - Her – Spike Jonze

### Meilleur scénario adapté
- Twelve Years a Slave – John Ridley
  - Philomena – Steve Coogan et Jeff Pope

### Meilleure photographie
- Gravity – Emmanuel Lubezki
  - Twelve Years a Slave – Sean Bobbitt

### Meilleur film en langue étrangère
- La Chasse •  Danemark
  - La Vie d'Adèle •  France /  Belgique /  Espagne

### Meilleur film d'animation
- La Reine des neiges (Frozen)
  - Le vent se lève (Kaze tachinu)

### Meilleur film documentaire
- The Act of Killing
  - Muscle Shoals

### Wyatt Award
(récompense en l'honneur de Gene Wyatt pour un film qui capture l'esprit du Sud)
- Mud : Sur les rives du Mississippi (Mud)
  - Muscle Shoals